# Заназанян, Оганес Арутюнович
Огане́с Арутю́нович Заназаня́н (арм. Հովհաննես Հարությունի Զանազանյան; 10 декабря 1946, Афины — 4 октября 2015, Ереван) — советский футболист. Мастер спорта (1970). Мастер спорта международного класса. Полуфиналист Олимпийских игр (1972). Чемпион СССР (1973). Заслуженный деятель физической культуры и спорта Республики Армения (2011).

## Биография
Его родители выросли в Афинах, отец играл за «Аполлон», после возвращения в Армению он выступал за команду завода 447. В 1959 году Заназанян вместе с братом Левоном поступил в футбольную школу ереванского «Спартака», первый тренер — Каджайр Поладян. В 1965 году перешёл в капанский «Лернагорц», игравший в классе «Б» всесоюзного чемпионата и в первом же сезоне стал лучшим бомбардиром команды с 11 мячами. На следующий год стал играть за вышедший во вторую лигу класса «А» «Ширак» Ленинакан. В конце сезона перешёл в «Арарат», за который играл до 1975 года. Несколько лет был капитаном сильнейшей команды Армении, в том числе в «золотом» для команды «Арарат» 1973 году. Весенний чемпионат 1976 года провёл в московском «Спартаке», карьеру закончил в клубах второй лиги СКИФ Ереван (1976—1977) и «Карабах» Степанакерт (1978—1979).
В 1971—1972 годах провёл 12 матчей за олимпийскую сборную СССР, в том числе — 6 за главную сборную.
По состоянию на 2003 год — владелец универсального магазина в Ереване.
Заведующий кафедрой физической культуры и спорта Ереванского государственного университета архитектуры и строительства. Член Общественного совета Армении.
В 2008 году Заназаняну было присвоено звание Почётного гражданина Еревана.
10 октября 2013 года награждён медалью За заслуги перед отечеством 1-й степени. Заслуженный деятель физической культуры и спорта Армении.

## Карьера тренера и функционера
- июль 1976—1977: СКИФ Ереван, играющий главный тренер.
- 1978—1979: «Карабах» Степанакерт, играющий главный тренер.
- август 1992 — июнь 1993: «Оменетмен» (Бейрут, Ливан), главный тренер.
- 1994 — апрель 1995: молодёжная сборная Армении, главный тренер.
- 1996—2002: Член исполкома Федерации футбола Армении.
- август 2001—2002: «Спартак» (Ереван, Армения), главный тренер.
- 2003, с июня 2005: «Бананц» (Ереван, Армения), вице-президент
- май 2003 — июнь 2005: «Бананц», главный тренер.

## Достижения
- Медаль «За заслуги перед Отечеством» I степени (10 октября 2013 года) — за значительный вклад в развитие армянского футбола и блестящие достижения[4].
- Заслуженный деятель физической культуры и спорта Республики Армения (3 сентября 2011 года) — по случаю 20-летия независимости Республики Армения за большие заслуги в области образования, значительный вклад в образование и воспитание молодого поколения[5].

### Игрок
- «Арарат» (Ереван)
  - Чемпион СССР: 1973
  - Серебряный призёр чемпионата СССР: 1971
  - Обладатель Кубка СССР: 1973, 1975
  - Бронзовый призёр Олимпийских игр: 1972

### Тренер
- «Лернаин Арцах»
  - Бронзовый призёр Второй лиги СССР: 1979
- «Бананц»
  - Бронзовый призёр чемпионата Армении: 2001
  - Серебряный призёр чемпионата Армении: 2003
  - Финалист Кубка Армении: 2003, 2004
  - Финалист Суперкубка Армении: 2005